# Thecla letha
The Watson's Hairstreak (Thecla letha) là một loài bướm ngày nhỏ được tìm thấy ở Ấn Độ, thuộc họ Bướm xanh.

## Range
The butterfly occurs in Ấn Độ in Assam và extends to the Chin Hills và southern Shan states in Myanmar.

## Cited chú thích
1. 1 2  Evans,W.H.(1932) The Identification of Indian Butterflies, ser no H41.5, pp 250.
2. 1 2  Marrku Savela's Website on Lepidoptera Page on Thecla genus.
3. ↑  Card for letha in LepIndex. Truy cập 16 Jun 2007.[liên kết hỏng]